# Гилда (филм)
Гилда (енгл. Gilda) је амерички филм ноар из 1946. редитеља Чарлса Видора. Рита Хејворт је у улози насловне фаталне жене, чија ће лепота угрозити пријатељство два човека. Ово је њен најпознатији филм.
Филм је премијерно приказан 14. марта 1946. у Њујорку, док је у америчким биоскопима објављен 25. априла исте године. Иако је испрва наишао на помешане реакције критичара, током година стекао култни статус. Године 2013. га је Конгресна библиотека одабрала за чување у Националном регистру филмова Сједињених Држава због „културног, историјског, или естетског значаја”.

## Радња
Џони Фарел, Американац који је тек стигао у Буенос Ајрес, осваја много новца варајући на коцкама. Од покушаја пљачке спасава га потпуни странац, Балин Мандсон. Иако он упозорава Фарела да не вара у илегалном казину за припаднике високе класе о којем му прича, овај игнорише његов савет. Након победе у блекџеку, одведен је да види власника казина, за кога се испоставља да је Мандсон. Фарел га наговара да га запосли и убрзо постаје Мандсонов поуздани менаџер казина.
Мандсон се једном приликом врати са путовања и објављује да сада има изузетно лепу нову жену, Гилду, коју је оженио само дан након што ју је упознао. Фарел и она се одмах препознају од раније, иако обоје то поричу када их он испитује. Мандсон додељује Фарела да пази на Гилду. Њих двоје мрзе једно друго, а она почиње да флертује са другим мушкарцима у све оштријим напорима да разбесни Фарела, који заузврат постаје злобнији према њој.
Мандсона посећују два немачка мафијаша. Њихова организација је финансирала картел, а све је стављено на Мандсоново име како би сакрили своју везу са њим. Они су одлучили да је безбедно да преузму картел сада када је Други светски рат завршен, али Мандсон одбија да пренесе власништво.
Аргентинска полиција је сумњичава према Немцима и додељује агенту Обрегону да покуша да добије информације од Фарела, који не зна ништа о овом аспекту Мандсонових операција. Немци се враћају у казино током карневалске прославе, а Мандсон пуца и убија једног од њих.
Фарел жури да одведе Гилду на сигурно. Сами у Мандсоновој кући, поново се сукобљавају и, након што су једно другом изјавили бескрајну мржњу, страствено се љубе. Након што су чули како се улазна врата залупљују, схватају да их је Мандсон чуо, а Фарел, прогоњен кривицом, прати га до приватног авиона који га чека. Авион експлодира у ваздуху и пада у океан. Мандсон слеће падобраном на сигурно. Фарел, несвестан овога, закључује да је његов послодавац мртав.
Гилда наслеђује имање свог супруга. Фарел и она се одмах венчавају, али Фарел је жени само да би је казнио за издају Мандсона, иако је и он изневерио његово поверење. Он је касније напушта, али наређује да је даноноћно прате његови људи. Гилда неколико пута покушава да побегне од мучног брака, али Фарел осујећује сваки њен покушај.
Обрегон конфискује казино и обавештава Фарела да Гилда никада није била заиста неверна Мандсону или њему, што је навело Фарела да покуша да се помири са њом док се спрема да се врати кући у САД. У том тренутку, Мандсон се поново појављује, откривајући да је лажирао самоубиство. Покушава да убије и Гилду и Фарела, али му радник казина, Ујка Пио, забија нож у леђа. Када Обрегон стигне, Фарел покушава да преузме кривицу за убиство, али Обрегон истиче да, пошто је Мандсон већ проглашен правно мртвим, не може да га ухапси.
Фарел даје Обрегону инкриминишуће документе из Мандсоновог сефа. Он и Гилда се коначно мире и договарају се да оду кући заједно.

## Улоге
| Глумац       | Улога                           |
| ------------ | ------------------------------- |
| Рита Хејворт | Гилда Мандсон                   |
| Глен Форд    | Џони Фарел                      |
| Џорџ Макреди | Балин Мандсон                   |
| Џозеф Калеја | детектив Маурисио Мигел Обрегон |
| Стивен Гереј | Ујка Пио                        |
| Џо Сојер     | Кејси                           |
| Џералд Мор   | капетан Делгадо                 |
| Марк Робертс | Гејб Еванс                      |